# Chiesa dell'Immacolata Concezione ai Cartari
La chiesa dell'Immacolata Concezione e il convento dei Mercedari riformati scalzi sotto il titolo dell'«Immacolata Concezione» ai Cartari costituivano un aggregato religioso e monumentale ubicato nel rione Lattarini, mandamento della Kalsa, della città di Palermo.

## Storia

### Epoca spagnola
Il terzo convento dei padri dell'Ordine dei mercedari riformati scalzi sotto titolo dell'«Immacolata Concezione», fu fondato nel 1634 da frate Francesco di San Gerlando, commendatore del convento di San Pietro Nolasco di Cefalù, con la prerogativa di fungere da ospizio - infermeria per i padri del convento della chiesa di Santa Maria al Molo Nuovo. La via dei Cartari nel rione dei Lattarini era una strada prevalentemente occupata dalle case e dalle officine dei fabbricanti delle carte da gioco.
Per la realizzazione della nuova istituzione fu acquistato palazzo del barone di Gratteri della famiglia Ventimiglia. Inizialmente i religiosi furono costretti ad abitare privatamente le strutture per il parere contrastante dei discendenti della casata e degli intransigenti religiosi dei vicini conventi di San Francesco d'Assisi e di Santa Maria della Misericordia.
Il 9 settembre 1634, con il consenso del cardinale Giannettino Doria, arcivescovo di Palermo, e del Presidente del Regno Luigi Guglielmo I Moncada, duca di Montalto e principe di Paternò, che per tale nuova fondazione diede un contributo personale di 800 onze, si trasferirono nella capiente casa ubicata nella strada dei Cartari.
La benedizione del tempio e delle prime strutture avvenne il 28 aprile 1635. Per la riedificazione e riadattamento dei numerosi corpi di fabbrica fu determinante la cospicua donazione fatta all'istituzione dalla benefattrice Marfisa Messana e Barresi, vedova di Diego Messana avvenuta nel 1673. Il 31 marzo 1691 per riconoscimento e protezione di Carlo II di Spagna la chiesa e il convento furono insigniti del titolo di Reale.
Il rifacimento delle strutture fu lungo e laborioso, la costruzione della nuova chiesa si distinse in tre fasi: inizio cappellone nel 1680, nel biennio 1718 - 1720 sotto la direzione dell'architetto Agatino Daidone, nel periodo 1723 - 1752 con l'architetto Carlo Infantolino, per riparare i danni arrecati dal terremoto di Terrasini del 1º settembre 1726 intervenne l'architetto Filippo Giudice, col terremoto di Trapani del 23 luglio 1751 i lavori procedevano e furono completati dall'architetto Francesco Ferrigno [notizie tratte dal testo di Giovanni Cardamone].
Il convento era delimitato a nord dalla via Cartari, dove si trovava il suo ingresso, ad est dalla via dei Cintorinai (oggi Paternostro), da sud e da ovest dal giardino del Principe di Cattolica. Il 25 aprile del 1734, giorno di Pasqua, anche se ancora incompleto fu inaugurato il nuovo tempio, la solenne cerimonia di consacrazione fu celebrata il 29 aprile dell'anno 1805.
Nel 1871, in vista della demolizione della chiesa, la confraternita di Maria SS. della Mercede, ivi fondata nel 1693, si trasferì nella chiesa di San Giovannello dei Minoriti (nei pressi dell'odierna via Roma), nel 1923 nella chiesa di santa Maria del Lume e successivamente nella chiesa di sant'Anna la Misericordia. Nel 1949 il cardinale Ernesto Ruffini concesse l'oratorio di S. Maria di Gesù, sito in piazza sant'Anna, attuale sede della confraternita.

## Epoca unitaria e contemporanea
Dopo le vicende dell'Unità d'Italia e successiva emanazione delle leggi eversive che prevedevano l'incameramento di numerosi beni da parte dell'erario, le strutture del convento ospitarono le sedi della Camera di Commercio condivise con la Cassa Centrale di Risparmio Vittorio Emanuele. Nel 1895, la chiesa fu demolita per la costruzione di piazza Borsa. Al suo posto l'architetto Ernesto Basile, inglobando parte della piazza antistante, edificò le strutture di rappresentanza dell'istituto di credito (1912).
Nella porzione d'edificio appartenente alla Camera di Commercio fu ospitata la Regia Scuola media di Commercio, istituita nel 1901 ed elevata nel 1933 a Regio Istituto Tecnico Commerciale Luigi di Savoia, Duca degli Abruzzi. L'istituto scolastico occupò la sede fino al 1956.
Nel tempo la Cassa di Risparmio di piazza Borsa fu accorpata al Banco di Sicilia, e ai nostri giorni al Banco di Roma, le strutture abbandonate per lungo periodo, hanno riaperto con una nuova destinazione d'uso: albergo sotto il nome di "Grand Hotel Piazza Borsa" nel gennaio 2010.

## Architettura
L'edificio presentava un prospetto in pietra d'intaglio con tre porte sormontate dalle insegne reali. Impianto a croce latina con nave centrale, undici cappelle minori e un cappellone, ornamenti e decorazioni in stucco. La cupola effimera affrescata dal pittore Carlo Sarzana fu completata il 14 aprile 1734.
Lato vangelo o navata sinistra:
- Cappella del Bambin Gesù. Nell'ambiente è documentata la sepoltura gentilizia[6] di Margherita Castelli Colonna Romano, principessa di Castelferrato, benefattrice 1741.[4]

Lato epistola o navata destra:
- Cappella dell'Immacolata Concezione. Altare con statua argentea raffigurante l'Immacolata Concezione, manufatto definito artisticamente più bello di quello in possesso dei religiosi di San Francesco d'Assisi ai Chiodari.[7]
- Braccio transetto: Cappella della Madonna della Mercede. Altare con statua raffigurante la Madonna della Mercè, opera di Girolamo Bagnasco.[7] Mausoleo di Tommaso Loredano presidente del Tribunale della M.R.C. del 1751.[4]
- Cappella dell'Ecce Homo, terzo ambiente. Altare con statua in alabastro.[7]

Altare maggiore con quadro raffigurante la Santissima Trinità, opera di Gaspare Serenari realizzata e consegnata nel 1738.
Sepoltura in un sontuoso monumento funerario collocato nell'antisacrestia di Marfisa Messana 1673.

## Convento
Convento dei Mercedari riformati scalzi sotto il titolo dell'«Immacolata Concezione» ai Cartari nella contrada dei Lattarini. Al 1635 risale l'edificazione e conversione dei primi fabbricati e nel 1755 partono i lavori per la riedificazione del nuovo convento. L'edificio presenta il prospetto in pietre d'intaglio ornato in stucco che ha mantenuto pressoché intatto il portico e la porta dell'antico convento, sormontata dall'effige simbolo della missione dei religiosi della Mercede, raffigurante un pellicano che imbocca il suo piccolo.
Risalgono allo stesso periodo lo splendido chiostro, il cortile con 20 colonne ripartito su tre ordini, lo scalone monumentale dai riflessi del raro marmo rosso di Castellammare, la scala dell'antirefettorio in pietra di Billiemi e il fonte in pietra di Castellammare.
Dopo l'emanazione delle leggi eversive il patrimonio librario confluì nelle strutture della Biblioteca comunale di Casa Professa.
È documentata la statua lignea raffigurante San Pietro Nolasco, opera di Girolamo Bagnasco, attualmente custodita nella chiesa della Madonna della Mercede al Capo.
Le strutture attualmente ospitano il "Grand Hotel Piazza Borsa".
Nel chiostro conventuale afferivano: 

### Congregazione degli Schiavi dell'Immacolata Concezione
- Congregazione degli Schiavi dell'Immacolata Concezione, sotto titolo di «San Raimondo Nonnato», detta del sabato. Sodalizio fondato, prima del 1693.

### Congregazione della Bara di Nostra Signora della Mercé
- Congregazione della Bara di Nostra Signora della Mercé, detta del giovedì. Sodalizio istituito il 9 ottobre 1693 dal padre mercedario Pietro della Madre di Dio.

### Congregazione dell'Immacolata Concezione
- Congregazione dell'Immacolata Concezione, sotto titolo del venerdì. Sodalizio fondato sul finire del XVII secolo.

## Chiesa di Nostra Signora di Visita Poveri
La chiesa di Nostra Signora di Visita Poveri fu fondata nel 1594 e perfezionata nel 1598.
Nel 1932, per la costruzione del lato sinistro dell'ingresso monumentale della via Roma da piazza Giulio Cesare, fu demolita.

### Congregazione
Congregazione di Nostra Signora di Visita Poveri: sodalizio con fini caritatevoli e assistenziali fondato nel 1591, perfezionato nel 1592 e 1593.